# Poetica (Cesare Cremonini)
Poetica è un singolo del cantautore italiano Cesare Cremonini, pubblicato il 3 novembre 2017 come primo estratto dal sesto album in studio Possibili scenari.

## Descrizione
Si tratta di un brano caratterizzato dalla presenza degli strumenti ad arco e del pianoforte, con un finale scandito dai fiati. La terza traccia dell'album presenta inoltre alcune influenze jazz ed è stata presentata da Cremonini stesso con la seguente dichiarazione:

## Promozione
Il singolo viene pubblicato inizialmente per il download digitale per poi essere distribuito in formato 7" con il brano La macchina del tempo el lato B.
Il 5 dicembre 2022 è uscita digitalmente una versione dal vivo in duetto con Elisa, assieme alla traccia dei medley dei brani Io e Anna e Anche fragile, eseguite nell'ultima data del tour tenutasi il 17 novembre al Forum di Milano.

## Video musicale
Il video, diretto da Gaetano Morbioli e prodotto da Trecuori, è stato reso disponibile il 21 novembre 2017 attraverso il canale YouTube dell'artista.
Girato interamente in bianco e nero, il video comincia con Cremonini vestito elegantemente e illuminato dalle luci del palcoscenico, mentre accende una sigaretta appoggiato a un palo lungo una strada. Mentre canta, il cantante si muove al centro della scena come se stesse recitando e disegna l'andamento del brano con il movimento delle mani, per poi apparire al pianoforte. La telecamera inizia a girare attorno al cantautore che successivamente inizia anche a danzare. Con il climax dell'arrangiamento le riprese diventano sempre più ritmate e al termine del videoclip appaiono i titoli di coda che ricordano quelli di un lungometraggio in bianco e nero.
Il 14 dicembre 2018 è stato presentato il video per la versione pianoforte e voce, diretto nuovamente da Morbioli.

## Tracce
Download digitale
1. Poetica – 4:53

7"
- Lato A

1. Poetica – 4:53

- Lato B

1. La macchina del tempo – 7:02

Download digitale – versione dal vivo
1. Poetica (con Elisa) (Live) – 4:53
2. Io e Anna/Anche fragile (con Elisa) (Live) – 6:04

## Formazione
Musicisti
- Cesare Cremonini – voce, cori, pianoforte, tastiera, chitarra elettrica ed acustica, batteria, programmazione, arrangiamento
- Alessandro Magnanini – chitarra elettrica ed acustica, tastiera, basso, sintetizzatore, batteria, cori, programmazione, arrangiamento strumenti ad arco, arrangiamento
- Nicola "Ballo" Balestri – basso, arrangiamento strumenti ad arco, arrangiamento ottoni
- Andrea Fontana – batteria
- Bruno Zucchetti – pianoforte, sassofono, programmazione
- Alessandro De Crescenzo – chitarra elettrica
- Nicola Peruch – pianoforte
- Vincenzo Vasi – theremin
- Davide Petrella – cori
- Nick Ingman – arrangiamento strumenti ad arco e ottoni, direzione orchestra

Produzione
- Walter Mameli – produzione
- Nicola Fantozzi – ingegneria del suono
- Olga Fitzroy – ingegneria del suono parti orchestrali
- Liam Nolan – missaggio ai Metropolis Studio di Londra
- Paul Norris – missaggio ai Metropolis Studio di Londra
- Sam Wheat – missaggio ai Metropolis Studio di Londra
- Nick Mills – assistenza al missaggio ai Metropolis Studio di Londra
- Daryl Johnson – assistenza al missaggio ai Metropolis Studio di Londra
- Michael Brauer – missaggio ai MBH di New York
- Steve Vealey – assistenza al missaggio ai MBH di New York
- John Davis – mastering ai Mestropolis Studio di Londra
- Joe LaPorta – mastering agli Sterling Sound di New York

## Classifiche
| Classifica (2017) | Posizione massima |
| ----------------- | ----------------- |
| Italia            | 2                 |